# Egypt Central
Egypt Central е американска метъл група от Мемфис, Тенеси, САЩ.

## История на групата

### Формиране и дебютен албум (2002 – 2010)
Egypt Central се формира на 2 октомври 2002 г. Те записват в продължение на 1 г. в родния си град Мемфис, Тенеси. След 8 шоута тя грабва вниманието на бившия Lava Records CEO Джейсън флум. Той предлага на групата звукозаписен договор, след като видя техните изпълнения на живо. едноименен дебютен албум е записан с продуцента Джош Авраам в Лос Анджелис. Egypt Central албума преживя много забавяния, които в крайна сметка да бъдат издадени от Fat Lady Music на 15 януари 2008. Два сингъла са били издадени за насърчаване на албума: You Make Me Sick и Taking You Down. Тези две песни, които в крайна сметка са в саундтрака на видео играта WWE SmackDown vs. Raw 2009. Те са извършили с банди като Disturbed, Seether, Sevendust, Hurt, Red, In This Moment, както и много други.

### White Rabbit (2010 – 2012)
Egypt Central приключи работата по втория си студиен албум, озаглавен White Rabbit през декември 2010 г. с продуцента Skidd Mills и е издаден на 31 май 2011 Албумът получи много положителни отзиви от много източници. Бандата е на турне от март-май на Обиколката на американско турне с Cold и Kopek. бандата е също и на турне с Abuse Romance и Candlelight Red през юни и с Burn Halo и Red Line Chemistry през юли. В допълнение към няколко фестивални изяви, групата е за кратко турне с Hinder, Saving Abel, и Adelitas Way през август. последвано на шоу с Hinder и The Red Jumpsuit Apparatus през октомври.

## Дискография
- Egypt Central (2008)
- White Rabbit (2011)

### Сингли
- You Make Me Sick (2007)
- Taking You Down (2008)
- White Rabbit (2011)
- Kick Ass (2011)
- Enemy Inside (Part Two) (2011)